# Avolon

Logo Avolons

Avolon ist eine Flugzeugleasinggesellschaft mit Sitz in Dublin. Sie wurde im Jahr 2010 von Domhnal Slattery, John Higgins, Dick Forsberg, Tom Ashe, Andy Cronin, Simon Hanson und Ed Riley mit einem Anfangskapital von 1,4 Milliarden US-Dollar gegründet. Die Finanzierung dieses Betrages wurde durch vier Investoren ermöglicht. Von 2010 bis 2014 entstanden Avolon zudem Verbindlichkeiten in Höhe von 6,1 Milliarden US-Dollar gegenüber einer Vielzahl von Banken. 2017 stieg das Unternehmen an den Märkten für Staatsanleihen ein und erhielt mehr als neun Milliarden US-Dollar Fremdkapital. Aktuell besteht die Flotte aus 908 Flugzeugen, die in 64 Ländern von 153 Fluggesellschaften eingesetzt werden.